# Кочмара
Кочмара е връх в Централна Стара планина. Част е от планинския масив Равнец, намиращ се в Калоферска планина, южно от Главното Старопланинско Било. Издига се на 2017 м н.в.
В близост има 2 резервата – на запад „Стара река“ и на изток „Джендема“, които са част от биосферното богатство на НП Централен Балкан.
Целият Масив Равнец е изграден от гранити и палеозойски кристалинни скали. Почвите са планинско-ливадни и кафяви горски. Билото е заето от хубави пасища с високопланинска тревна и храстова растителност. В района над град Карлово се намира и най – големият буков масив в Европа.
По южното му подножие са разположени град Карлово и село Васил Левски.
Интересни природни забележителности са водопадите Карловското пръскало или Сучурум. Северно от град Калофер, в долината на Бяла река е разположен Калоферския мъжки манастир.
Покрай връх Кочмара минават множество туристически маршрути водещи до първенецът на Стара планина – връх Ботев. В близост са и хижите: „Васил Левски“, „Хубавец“, „Балкански рози“ и „Равнец“.